# Stephen Minor
Stephen Minor (1760-1815) fut le premier et le plus important des planteurs de coton du Natchez District, dans le Territoire du Mississippi, à 500 kilomètres au nord de La Nouvelle-Orléans, où il était propriétaire de neuf plantations à la fin du XVIIIe siècle, à un moment clé de l'histoire de la culture du coton.
Stephen Minor est arrivé en 1780 à La Nouvelle-Orléans où il est chargé de convoyer un chargement de matériels à travers la vallée du Mississippi vers l'armée continentale. Il apprend le français et l'espagnol et devient capitaine dans la Marine espagnole. Il obtient la direction du Fort Panmure, l'ex-Fort Rosalie, place forte du Natchez District. Il est rejoint par son frère John Minor qui deviendra comme lui planteur de coton près de Natchez une quinzaine d'années plus tard. En 1783, deux ans après son arrivée, un autre propriétaire local, Joseph Duncan vend de nombreuses terres à une série d'investisseurs, William Dewitt, Joseph Ford, James Wilson, Lewis Claire, Stephen Holstein, John Choat, James Willing, et Philip Shaver.
En 1796, Stephen Minor vend 2 500 balles de coton à La Nouvelle-Orléans, au tout début de la culture du coton à Natchez. 
Il a épousé Katharine Lintot, l'un de ses fils William Minor devenant planteur de sucre sur Waterloo Plantation, puis sous le nom de William John a racheté la plantation Southdown aux planteurs d'indigo espagnols Jose Llano et Miguel Saturino.